# SG Planitz

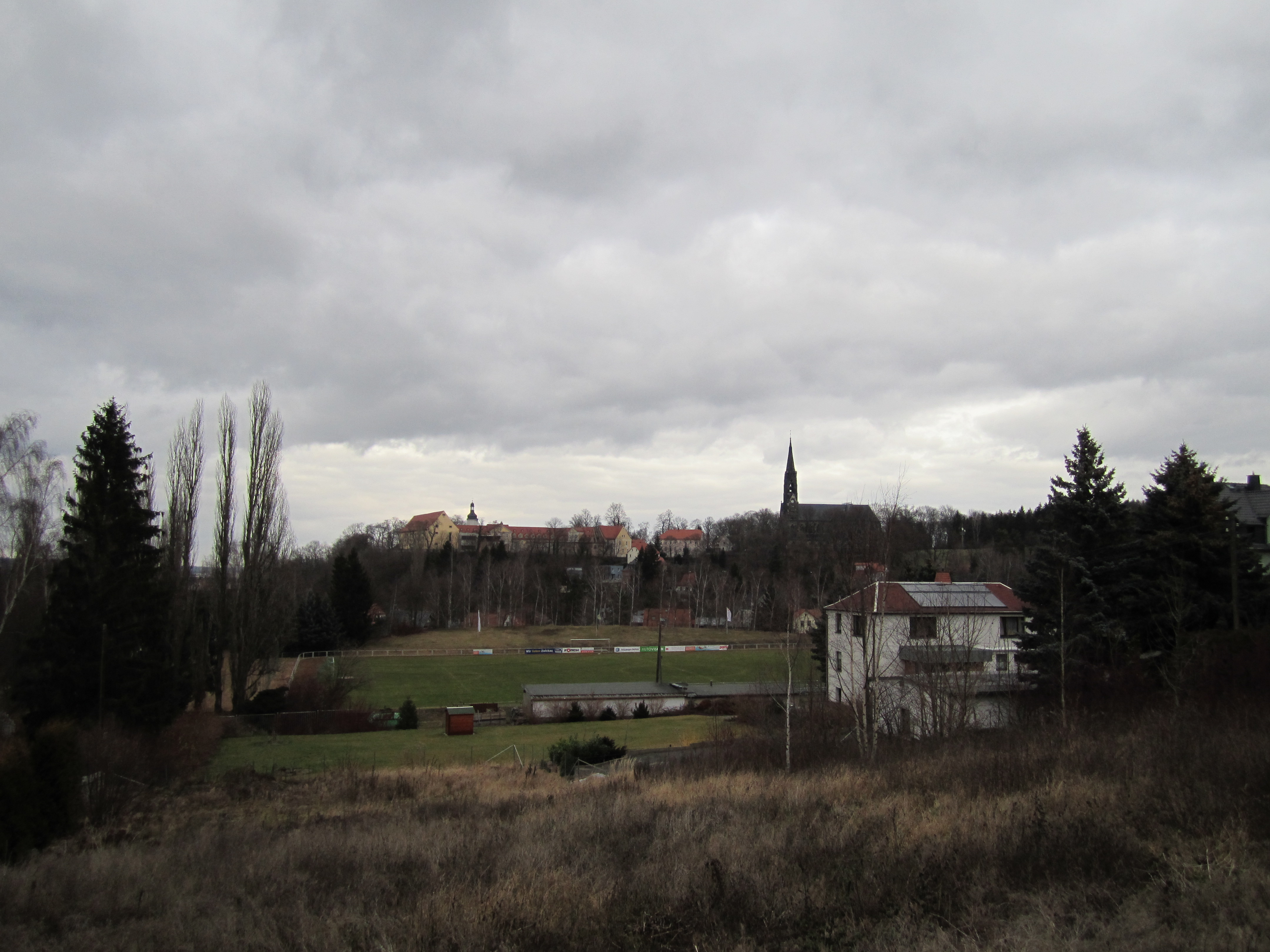
Südkampfbahn (Planitz), Heimstadion

Die SG Planitz ist eine ehemalige deutsche Sportgemeinschaft aus dem Zwickauer Stadtteil Planitz in Sachsen.
Die Sportgemeinschaft wurde am 15. März 1946 als Ersatz für den 1945 aufgrund der Direktive Nr. 23 des Alliierten Kontrollrats der damaligen Besatzungsmächte in Deutschland aufgelösten Planitzer SC gegründet. Sie wurde hauptsächlich durch ihre Fußballmannschaft bekannt, die bereits 1947 die Zwickauer Meisterschaft gewann. 1948 wurden die Planitzer Westsachsenmeister und qualifizierten sich nach einem 3:0-Sieg vor 25.000 Zuschauern in Leipzig über die SG Chemnitz West für die 1. Ostzonenmeisterschaft. Nach einem 3:1-Auswärtssieg bei der SG Schwerin und einem 5:0-Erfolg auf neutralem Boden in Dresden über die SG Weimar-Ost erreichte Planitz das Endspiel. Am 4. Juli 1948 vor 40.000 Zuschauern im Leipziger Bruno-Plache-Stadion trafen folgende Spieler auf den Endspielgegner SG Freiimfelde Halle:
Anton Huber – Erich Merkel, Egon Jugel – Günther Schneider, Herbert Seltmann, Erich Meichsner – Hans Meier, Johannes Breitenstein, Horst Weiß, Karl Dittes, Helmut Fischer.
Den 1:0-Siegtreffer erzielte Weiß in der 38. Minute. In der Endrunde um die gesamtdeutsche Meisterschaft war die SG Planitz im Viertelfinale gegen den 1. FC Nürnberg ausgelost worden. Die sowjetische Besatzungsmacht verweigerte jedoch den Spielern die Reiseerlaubnis, so dass sie zu der Begegnung nicht antreten konnten.
Am 15. März 1949 übernahm das Zwickauer Automobilwerk Horch die SG Planitz, die danach als ZSG Horch Zwickau die erfolgreiche Planitzer Fußballtradition fortsetzte. Ein Teil der Planitzer Spieler schloss sich der BSG Aktivist Steinkohle Zwickau an. Die ZSG-Nachfolger BSG Motor und BSG Sachsenring gehörten bis 1983 durchgehend der höchsten Spielklasse Oberliga an.